# António de Macedo
António de Macedo (Lisszabon, 1931. július 5. – Lisszabon, 2017. október 5.) portugál filmrendező, forgatókönyvíró, vágó.

## Filmjei
- A Primeira Mensagem (1961, rövidfilm, rendező, vágó)
- Verão Coincidente (1963, rövidfilm, rendező)
- Nicotiana (1964, rövidfilm, rendező, forgatókönyvíró, vágó)
- 1X2 (1964, dokumentum-rövidfilm, rendező, forgatókönyvíró, vágó)
- Domingo à Tarde (1966, rendező, forgatókönyvíró, vágó)
- Crónica do Esforço Perdido (1967, rövidfilm, rendező, forgatókönyvíró, vágó)
- Alta Velocidade (1967, rövidfilm, rendező, forgatókönyvíró, vágó)
- Sete Balas Para Selma (1967. rendező, forgatókönyvíró, vágó)
- Fado: Lisboa 68 (1968, dokumentum-rövidfilm, rendező, forgatókönyvíró, vágó)
- Almada-Negreiros: Vivo, Hoje (1969, dokumentum-rövidfilm, rendező, forgatókönyvíró, vágó)
- História Breve da Madeira Aglomerada (1970, dokumentum-rövidfilm, rendező, forgatókönyvíró, vágó)
- Nojo aos Cães (1970, rendező, forgatókönyvíró, vágó)
- A Criança e a Justiça (1973, dokumentumfilm, rendező, forgatókönyvíró)
- A Promessa (1973, rendező, vágó)
- Peter Lilienthal Filma em Setúbal (1975, dokumentum-rövidfilm, rendező, forgatókönyvíró)
- Teatro Popular (1975, rövidfilm, rendező)
- O Princípio da Sabedoria (1975, rendező, forgatókönyvíró, vágó)
- Ocupação de Terras na Beira Baixa (1975, dokumentum-rövidfilm, rendező)
- Fátima Story (1975, dokumentum-rövidfilm, rendező)
- As Armas e o Povo (1975, dokumentum-rövidfilm, rendező)
- A Penteadora (1975, dokumentum-rövidfilm, rendező)
- A Cooperativa Cesteira de Gonçalo (1975, dokumentum-rövidfilm, rendező)
- A Bicha de Sete Cabeças (1978, rövidfilm, rendező, forgatókönyvíró, vágó)
- Donasvinte (1979, rendező, forgatókönyvíró)
- As Horas de Maria (1979, rendező, forgatókönyvíró)
- O Encontro (1980, rövidfilm, rendező, forgatókönyvíró)
- O Príncipe com Orelhas de Burro (1980, rendező, forgatókönyvíró)
- Os Abismos da Meia-Noite (1984, rendező, forgatókönyvíró, vágó)
- Os 7 Rostos (1988, tv-film, rendező, forgatókönyvíró)
- Os Emissários de Khalom (1988, rendező, forgatókönyvíró, vágó)
- A Maldição do Marialva (1991, rendező, forgatókönyvíró, vágó)
- Adeus Princesa (1992, vágó)
- O Altar dos Holocaustos (1992, tv-film, rendező, forgatókönyvíró, vágó)
- Chá Forte com Limão (1993, rendező, forgatókönyvíró)
- Santo António de Todo o Mundo (1996, dokumentumfilm, rendező, forgatókönyvíró)
- António de Macedo, O Cineasta Inconformado (2014, tv-dokumentumfilm, forgatókönyvíró)
- O Segredo das Pedras Vivas (2016, rendező, forgatókönyvíró)